# Serjania subdentata
Serjania subdentata är en kinesträdsväxtart som beskrevs av Antoine Laurent de Jussieu och Jean Louis Marie Poiret. Serjania subdentata ingår i släktet Serjania och familjen kinesträdsväxter. Inga underarter finns listade i Catalogue of Life.